# Tussen twee werelden
Tussen twee werelden (ondertitel: Een radiokroniek) is een hoorspel dat Hans Keuls schreef in opdracht van de AVRO, die het uitzond op donderdag 2 maart 1978, van 21:10 uur tot 22:15 uur. De regisseur was Jacques Besançon.

## Rolbezetting
- Gijsbert Tersteeg (Vader Thomas)
- Jos Brink (Filips Willem)
- Huib Broos (Consalo Perez)
- Leo de Hartogh (Filips II)
- Pieter Lutz (Don Fernando)
- Tom van Beek (André de Beaufort)
- Brûni Heinke (Marina Villas)

## Inhoud
De auteur beschrijft hierin de moeilijke positie van de zoon van Willem van Oranje, Filips Willem. Op jeugdige leeftijd werd deze oudste zoon van de “vader des vaderlands” als gijzelaar van Spanje naar het hof van koning Filips II van Spanje overgebracht. Daar werd hij streng en vooral zeer Spaans-katholiek opgevoed. Hij begon zich langzaam maar zeker Spanjaard te voelen, maar wist zich tegelijkertijd verbonden met zijn vader in de opstandige Nederlanden. Voortdurend werd hij tussen twee polen heen en weer geslingerd. Kernvraag van zijn leven was: waar ligt mijn loyaliteit?